# Jo Zeller
Jo Zeller (* 17. Juli 1955 in Männedorf) ist ein Schweizer Automobilrennfahrer und zwölffacher Schweizer Formel-3-Meister.
Er fuhr in Rennserien wie dem Austria Formel 3 Cup. 2007 gründete er seinen eigenen Rennstall, Jo Zeller Racing, der in Serien wie der Formel-3-Euroserie, der Formel Lista junior, dem Austria Formel-3-Cup und der Deutschen Formel-3-Meisterschaft antrat. Aktuell startet das Team im Drexler Automotive Formel Cup. Einer der Stammpiloten des Teams ist Jo Zellers Sohn Sandro Zeller.